# Smeringopina pulchra
Smeringopina pulchra là một loài nhện trong họ Pholcidae. Loài này được phát hiện ở Guinee.